# Zespół Liddle’a
Zespół Liddle’a – rzadka, jednogenowa choroba genetyczna spowodowana
mutacją typu nabycia funkcji (gain-of-function) któregoś z genów kodujących kanał sodowy (ENaC).
Ponieważ kanały sodowe w komórkach nabłonkowych kanalików nerkowych odgrywają główną
rolę w regulacji stężenia sodu i objętości krwi w organizmie, to mutacja zmieniająca ich aktywność będzie miała również wpływ na wypełnienie łożyska naczyniowego – w tym przypadku retencja jonów sodu, pociągająca za sobą retencję wody wskutek wzmożonej aktywności kanału, powoduje wzrost ciśnienia tętniczego krwi (nadciśnienie tętnicze).
Zespół Liddle’a jest dziedziczony jako cecha autosomalna dominująca.

## Etiopatogeneza
Białko tworzące kanał sodowy ENaC jest odpowiedzialne za reabsorpcję jonów sodowych (Na+) i składa się z trzech podjednostek: α ENaC, β ENaC i γ ENaC, kodowanych odpowiednio przez geny: SCNN1A, SCNN1B i SCNN1G. Prawie wszystkie opisane wcześniej mutacje w zespole Liddle’a były missensowne, nonsensowne lub przesuwające ramkę odczytu, zlokalizowane w C końcu podjednostek β i γ ENaC. Zidentyfikowano dotychczas ok. 100 rodzin lub sporadycznych przypadków zespołu Liddle’a, od czasu kiedy amerykański endokrynolog Grant Liddle odkrył to schorzenie w 1963 r.

## Patomechanizm molekularny
Białkowe cząsteczki kanału sodowego są syntetyzowane w komórce, przemieszczane na powierzchnię błony komórkowej od strony światła kanalika nerkowego, gdzie działają, a po pewnym czasie ulegają degradacji.
Te procesy znajdują się w stanie homeostatycznej równowagi. Mutacje w locus 16p13-p12 opisane u pacjentów z zespołem Liddle’a prowadzą do zmian strukturalnych w C-końcowym odcinku podjednostek cząsteczki kanału sodowego. Ten krytyczny fragment nazwano motywem bogatym w prolinę, tzn. motyw PY (PPPXY). W tym defektywnym białku dochodzi do niezdolności wiązania się z wewnątrzkomórkową ligazą ubikwitynową E3 (Nedd4), która w warunkach prawidłowych zapoczątkowuje proces internalizcji i degradacji cząsteczek kanału sodowego. Homeostaza zostaje zaburzona. Większa liczba kanałów ENaC na powierzchni komórki, skutkuje pobudzaniem reabsorpcji jonów sodowych i wydzielaniem jonów potasowych do kanalika nerkowego. W efekcie prowadzi to do rodzaju stanu pseudohiperaldosteronizmu, ponieważ fizjologicznie to aldosteron odpowiada za tworzenie i „uruchamianie” tych kanałów. Zwiększona resorpcja jonów sodowych prowadzi do zwiększenia resorpcji wody i nadciśnienia spowodowanego wzrostem objętości krwi krążącej.

## Objawy chorobowe
Osoby dotknięte tym zespołem chorobowym zapadają w młodym wieku na oporne, sodowrażliwe (salt-sensitive) nadciśnienie tętnicze spowodowane nadmiernym zwrotnym wchłanianiem sodu.
Poza tym, zespół Liddle’a prowadzi do zaburzenia metabolicznego
nazywanego hypokaliemiczną zasadowicą metaboliczną, obniżonej aktywności reninowej osocza (PRA) oraz normalnego lub obniżonego stężenia aldosteronu (PAC).

## Leczenie
Zwykle nadciśnienie tętnicze w przebiegu zespołu Liddle’a jest oporne na standardowe leczenie przeciwnadciśnieniowe.
W wypadku wystąpienia nadciśnienia tętniczego w młodym wieku, jego oporności na leczenie i sodowrażliwości wskazane jest wykonanie badań genetycznych (przede wszystkim genów SCNN1B i SCNN1G) dla potwierdzenia rozpoznania zespołu Liddle’a.
Ze względu na mechanizm działania przeciwnadciśnieniowego, szczególną skutecznością wykazują się leki amiloryd i triamteren, ponieważ swoiście hamują nadmiernie aktywowany kanał sodowy.